# Charles Eugène Parent
Pour l’article homonyme, voir Parent.
Charles Eugène Parent (18 novembre 1894-12 juin 1961) est un avocat et homme politique fédérale du Québec.
Né à Québec, il devient député du Parti libéral du Canada dans la circonscription fédérale de Québec-Ouest en 1935 après avoir délogé le conservateur Maurice Dupré. Réélu en 1940 et en 1945, Parent quitta le caucus libéral en 1944 pour protester d'envoyer outre-mer les personnes sujettes à la conscription. Depuis 1940, l'Acte national de mobilisation des ressources permettait au gouvernement d'avoir recours à la conscription seulement dans le but de défendre le territoire national. Réélu libéral indépendant dans Québec-Ouest en 1949, il fut défait en 1953 par le progressiste-conservateur J.-Wilfrid Dufresne.
Son père, Simon-Napoléon Parent, est premier ministre du Québec et son frère, Georges Parent, est député fédéral de Québec-Ouest et de Montmorency ainsi que président du Sénat du Canada.